# Волков, Игорь Николаевич (актёр)
Игорь Николаевич Волков (род. 23 мая 1959) — российский актёр театра и кино, народный артист Российской Федерации (2014).

## Работа в театре
В 1986 году окончил Театральное училище имени Б. В. Щукина при Театре имени Е. Вахтангова. Работал в Молодёжном театре БССР (Минск), Московском театре кукол, Ивановском областном драматическом театре, Свердловском театре, Театре драмы и комедии (Санкт-Петербург). В 1989 году был приглашён Юрием Томошевским в театр «Приют комедианта». Здесь сыграл крупные роли в спектаклях, среди которых были «Любовью не шутят» А. Мюссе, «Ёлка у Ивановых» по пьесе А. Введенского, «Эскориал» М. де Гильдерода, «Стулья» Э. Ионеско, «Москва — Петушки» по В. Ерофееву. Создал несколько моноспектаклей — «Весёленькое кладбище» по А. П. Чехову, «Исповедь русского брюзги» по дневникам и запискам Ф. М. Достоевского, «Последний сон Гоголя».

### Александринский театр
С 1992 года — актёр Российского государственного академического театра драмы имени А. С. Пушкина. За роль Горацио в спектакле Ростислава Горяева «Гамлет» получил премию за роль второго плана на смотре-конкурсе «Актёр-1992».
Играл Яго в другом шекспировском спектакле Ростислава Горяева «Отелло» (1993) и роль графа Альбафьориты в комедии К. Гольдони «Хозяйка гостиницы» (режиссёр Владимир Воробьёв, 1992).
Интеллектуализм актёра и его героев (таких как Эссекс и Бэкон в «Елизавете Английской» Ф. Брукнера (1995), Трилецкий в чеховском «Платонове» (1994), Вершинин в «Трёх сестрах» (1996) и т. д.) нередко становится поводом для самопародии и азартной театральной игры.
Волков сыграл более 50 театральных ролей.
В 2006 году был награждён Медалью Пушкина (Указ Президента Российской Федерации № 392 от 17 апреля 2006 года).

## Работа в кино
Сыграл большое количество малых и эпизодических ролей.
1986 - Михайло Ломоносов - Ломоносов в молодости
- 1986 — Герцогиня Герольштейнская — Гренадер
- 1991 — Личное дело бомбиста — Писатель
- 1991 — Ночь грешников — Писатель
- 1992 — Сон во сне — Гумилёв
- 1995 — Владимир Святой — посол константинопольский
- 1997 — Принципиальный и жалостливый взгляд — командировочный
- 1998 — Она бросает вызов — Жорж Питу
- 1999 — Синема, синема — фотограф
- 2000 — Дикарка — Вершинский
- 2001 — Улицы разбитых фонарей. Не пожелай зла — бизнесмен
- 2002 — Тайны следствия — начальник колонии
- 2002 — Ниро Вульф и Арчи Гудман — Эджер Кейтс
- 2003 — Русский ковчег — посол
- 2003 — Сыщики — литературный критик
- 2004 — Ментовские войны — начальник ОСБ
- 2004 — Брежнев — журналист
- 2007 — Дюжина правосудия — прокурор Славин
- 2007 — Литейный 4 — Валерий Леонов
- 2008 — Можно я буду звать тебя мамой? — Директор детдома
- 2009 — Версия — Андрей Крупнов
- 2011 — Счастливчик Пашка — Попов
- 2011 — Дорожный патруль — Борисов
- 2012 — Агент особого назначения — Генерал Курков
- 2013 — Гончие — Гена Крикунов
- 2013 — Ковбои — Борис Брунман
- 2013 — Майор полиции — Анатолий Швец
- 2013 — Тайны следствия — Полковник Белозёров
- 2014 — Трудно быть богом — Дон

## Телевидение
С 1997 по 2003 г. был ведущим и соавтором сценария телевизионной театральной программы «Театр и Я», выходившей на Пятом канале (более 30 выпусков).

## Награды и звания
- Медаль Пушкина (17 апреля 2006 года) — за большой вклад в развитие театрального искусства и достигнутые творческие успехи[2].
- Народный артист Российской Федерации (31 марта 2014 года) — за большие заслуги в развитии театрального, музыкального и кинематографического искусства[3].
- Заслуженный артист Российской Федерации (13 марта 2002 года) — за заслуги в области искусства[4].
- Золотая Маска